# 31회 TV 바둑 아시아 선수권대회
31회 TV 바둑 아시아 선수권대회는 대한민국, 중화인민공화국, 일본의 속기전 상위 입상자가 참가하는 바둑 기전이다. 2019년 일본 도쿄 호텔 친잔소(春山莊)에서 개최했다. 결승에서는 한국의 신진서 九단이 중국의 딩하오 六단을 꺾고 3년만에 첫 우승을 차지했다.

## 대회 일정
| 구분                                      | 일정     | 장소                          |
| ----------------------------------------- | -------- | ----------------------------- |
| 개막식 및 추첨식(18시)                    | 6월 20일 | 일본 도쿄 호텔 친잔소(春山莊) |
| 1회전 1,2국(9시 30분, 14시 30분)          | 6월 21일 | 일본 도쿄 호텔 친잔소(春山莊) |
| 1회전 3국(16시 30분)                      | 6월 21일 | 일본 도쿄 호텔 친잔소(春山莊) |
| 준결승전 1국(10시), 2국(14시 30분)        | 6월 22일 | 일본 도쿄 호텔 친잔소(春山莊) |
| 결승전(14시 30분) 및 폐막식, 시상식(18시) | 6월 23일 | 일본 도쿄 호텔 친잔소(春山莊) |

## 출전 기사 명단
- 대한민국: 김지석 九단(전기 30회 우승자 준결승 시드), 신민준(37기 KBS 바둑왕전 우승자), 신진서(37기 KBS 바둑왕전 준결승전 패자중 랭킹이 높음, KBS 바둑왕전 준우승자 박정환의 불참선언으로 대신 출전)
- 일본: 이치리키 료(66회 NHK배 우승자), 이야마 유타(66회 NHK배 준우승자)
- 중화인민공화국: 딩하오(중국 TV 바둑 속기전 우승자), 쉬자양(중국 TV 바둑 속기전 준우승자)

## 대국 규정
- 일본은 덤 6집반
- 계가는 한국과 동일한 방식으로 한다.
- 제한시간 없이 매수 30초 초읽기를 하며 도중 1분 고려시간 10회를 사용할 수 있다.
- 우승상금은 2만 5000달러(한화 약 2800만원), 준우승상금은 5000달러(560만원)이다.

## 대진표
|  | 8강전            | 8강전       |             |    | 준결승전 | 준결승전 |  |  | 결승전 | 결승전 |
|  |                  |             |             |    |          |          |  |  |        |        |
|  |                  |             |             |    |          |          |  |  |        |        |
|  |                  |             |             |    |          |          |  |  |        |        |
|  | 신진서 九단      | 승          |             |    |          |          |  |  |        |        |
|  | 신진서 九단      | 승          |             |    |          |          |  |  |        |        |
|  | 쉬자양 八단      | 패          |             |    |          |          |  |  |        |        |
|  | 쉬자양 八단      | 패          | 신진서 九단 | 승 |          |          |  |  |        |        |
|  |                  |             | 신진서 九단 | 승 |          |          |  |  |        |        |
|  |                  | 신민준 九단 | 패          |    |          |          |  |  |        |        |
|  | 신민준 九단      | 신민준 九단 | 패          | 승 |          |          |  |  |        |        |
|  | 신민준 九단      |             |             | 승 |          |          |  |  |        |        |
|  | 이야마 유타 九단 | 패          |             |    |          |          |  |  |        |        |
|  | 이야마 유타 九단 | 패          | 신진서 九단 | 승 |          |          |  |  |        |        |
|  |                  |             | 신진서 九단 | 승 |          |          |  |  |        |        |
|  |                  | 딩하오 六단 | 패          |    |          |          |  |  |        |        |
|  | 딩하오 六단      | 딩하오 六단 | 패          | 승 |          |          |  |  |        |        |
|  | 딩하오 六단      |             |             | 승 |          |          |  |  |        |        |
|  | 이치리키 료 九단 | 패          |             |    |          |          |  |  |        |        |
|  | 이치리키 료 九단 | 패          | 딩하오 六단 | 승 |          |          |  |  |        |        |
|  |                  |             | 딩하오 六단 | 승 |          |          |  |  |        |        |
|  |                  | 김지석 九단 | 패          |    |          |          |  |  |        |        |
|  | 김지석 九단      | 김지석 九단 | 패          |    |          |          |  |  |        |        |
|  |                  |             |             |    |          |          |  |  |        |        |
|  |                  |             |             |    |          |          |  |  |        |        |
|  |                  |             |             |    |          |          |  |  |        |        |

## 대국 결과
| 대국         | 대국일자 | 승자        | 패자             | 결과            | 기보 |
| ------------ | -------- | ----------- | ---------------- | --------------- | ---- |
| 1회전 1국    | 6월 21일 | 딩하오 六단 | 이치리키 료 九단 | 202수 백 불계승 |      |
| 1회전 2국    | 6월 21일 | 신진서 九단 | 쉬자양 八단      | 227수 흑 불계승 |      |
| 1회전 3국    | 6월 21일 | 신민준 九단 | 이야마 유타 九단 | 215수 흑 불계승 |      |
| 준결승전 1국 | 6월 22일 | 딩하오 六단 | 김지석 九단      | 207수 흑 불계승 |      |
| 준결승전 2국 | 6월 22일 | 신진서 九단 | 신민준 九단      | 233수 흑 불계승 |      |
| 결승전       | 6월 23일 | 신진서 九단 | 딩하오 六단      | 276수 백 불계승 |      |

## 특이 사항
- KBS 바둑왕전 37기 준우승자인 박정환의 불참선언으로 KBS 바둑왕전 준결승전 패자중 랭킹이 높은 신진서가 대신 출전하였다
- 이번 대회에는 계가없이 모두 불계승이다.